# Tjänsteman i beredskap
Tjänsteman i beredskap (TIB eller TiB) är en person i beredskap som kan ta emot larm om allvarliga händelser. Personen skall vara ständigt anträffbar för att ta emot larm och larma vidare. Uppgifterna kan även innebära att ta beslut och samordna det inledande arbetet innan övriga delar av organisationen kommit igång. Tjänsteman i beredskap ska enligt regeringsbeslut finnas på ett antal svenska myndigheter.